# ミヤマカラスアゲハ
ミヤマカラスアゲハ（深山烏揚羽、Papilio maackii）は、チョウ目アゲハチョウ科に属するチョウの一種。

## 特徴
北海道から九州まで分布し、南限は屋久島。蛹で越冬する。春型は大体4 - 5月ごろに羽化した後、活動する。夏型は6 - 7月に羽化して活動する。春型の方が色彩が派手だが小さい。終見日は春型で7月、夏型で10月くらいまでとされている。
カラスアゲハに似る。本種は後翅裏面に白い弓状のラインが現れるが、このラインが完全に消失し、カラスアゲハと区別の難しい個体も存在する。
カラスアゲハと同様に、オスには前翅に黒いビロード状の毛があるが、メスにはない。また、メスはオスに比べて後翅の赤斑が目立つ。
花以外に吸水にも来る。オスは湿地に集団で吸水に来る性質があり、それを狙って採集する人も多い。水分補給は水分だけでなく微量の塩分も摂取するためだと思われるが、吸水に来る理由や吸水集団を形成するのがオスに限定される理由は解明されていない。

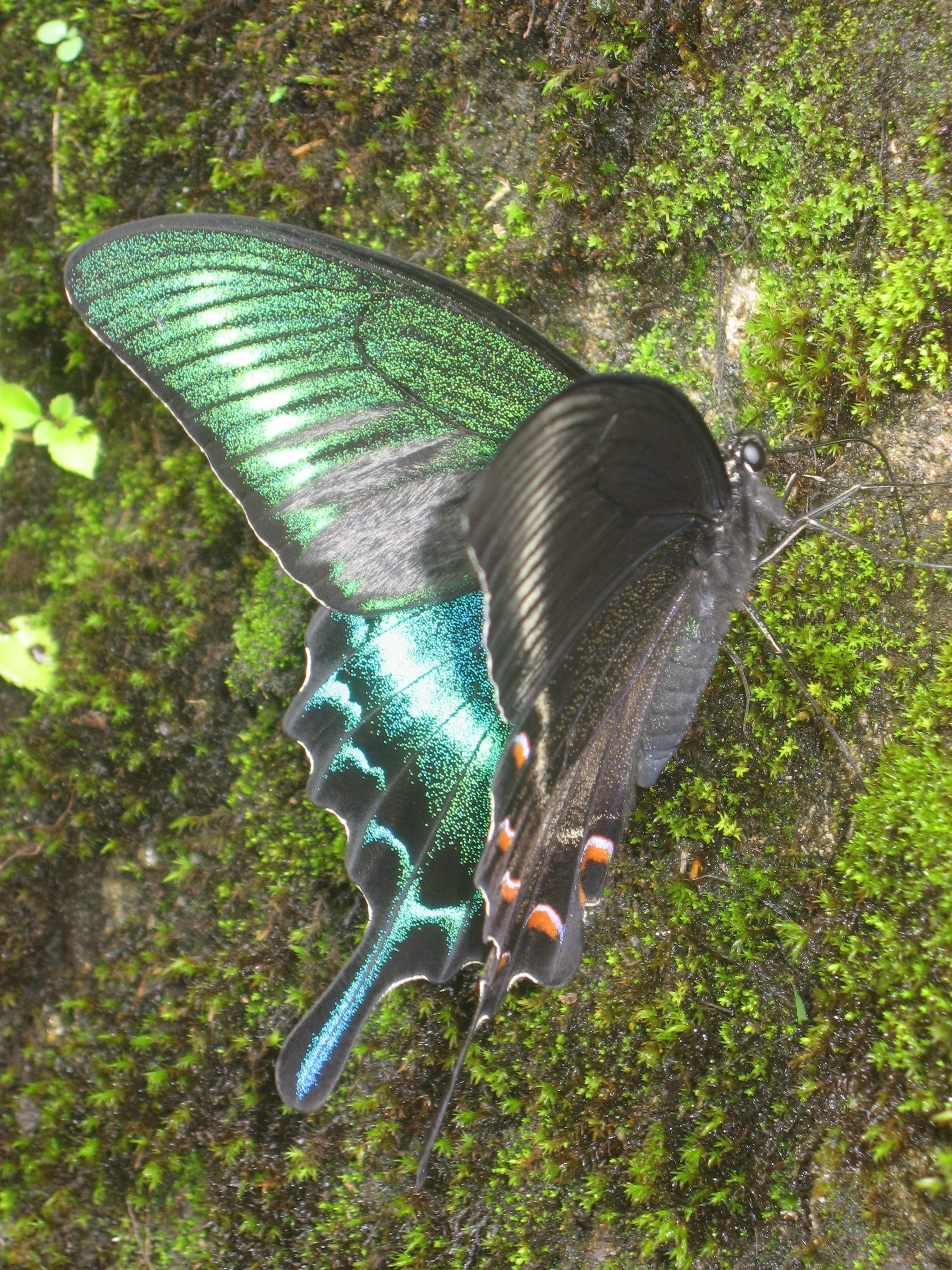
湿った岩で吸水するミヤマカラスアゲハ

## 食草
ミカン科のキハダ、カラスザンショウ、ハマセンダン、コクサギなどである。栽培種はあまり好まないので、ミカン科野生種の生えている深山に多く見られるが、必ずしも深山の蝶というわけではない。